# Walther Flemming Award
Der Walther Flemming Award (bis 2016 Walther-Flemming-Medaille) ist ein seit dem Jahre 2004 verliehener Forschungspreis, der aus einer Medaille und einem Geldpreis von 4000 € (Stand 2012) besteht. Der Preis wird von der Deutschen Gesellschaft für Zellbiologie jährlich an Wissenschaftler bis 38 Jahre verliehen. Die Auszeichnung ist in Erinnerung an Walther Flemming gestiftet worden.
Für die Nominierung werden auch Eigenbewerbungen akzeptiert.

## Preisträger
- 2004 Jan Ellenberg vom European Molecular Biology Laboratory (EMBL), Heidelberg
- 2005 Anne Spang vom Friedrich-Miescher-Laboratorium der Max-Planck-Gesellschaft, Tübingen
- 2006 Olaf Stemmann vom Max-Planck Institut für Biochemie, Martinsried bei München
- 2007 Thomas U. Mayer vom Max-Planck Institut für Biochemie, Martinsried bei München
- 2008 Thorsten Hoppe vom Zentrum für Molekulare Neurobiologie Hamburg
- 2009 Holger Gerhardt vom London Research Institute, Cancer Research
- 2010 Florian Bassermann von der Technischen Universität München
- 2011 Patrick Meraldi von der ETH Zürich
- 2012 Martin Beck vom European Molecular Biology Laboratory (EMBL), Heidelberg
- 2013 Aurelio Teleman, Heidelberg
- 2014 Thomas Wollert, Martinsried
- 2015 Katrin Paeschke, Würzburg
- 2016 Brian Luke, Mainz
- 2017 Kikuë Tachibana-Konwalski, Wien
- 2018 Clemens Plaschka, Wien; Ruben Fernandez-Busnadiego, Martinsried
- 2019 Constantinos Demetriades, Köln
- 2021 Matteo Allegretti, Frankfurt am Main
- 2022 Andrew Clark, Stuttgart
- 2023 Florian Wilfling, Frankfurt am Main
- 2024 Claudia Matthäus, Potsdam